# Comuna Andreevca, Stînga Nistrului
Comuna Andreevca este o comună din Unitățile Administrativ-Teritoriale din Stînga Nistrului, Republica Moldova. Este formată din satele Andreevca (sat-reședință), Pîcalova și Șmalena.
Conform recensământului din anul 2004, populația localității era de 633 locuitori, dintre care 38 (6%) moldoveni (români), 553 (87.36%) ucraineni si 25 (3.94%) ruși.